# Hitchcock, Texas
Hitchcock là một thành phố thuộc quận Galveston, tiểu bang Texas, Hoa Kỳ. Năm 2010, dân số của xã này là 6961 người.

## Dân số
- Dân số năm 2000: 6386 người.
- Dân số năm 2010: 6961 người.